# Montaña de las Toscas
La montaña de las Toscas es un accidente geográfico del municipio de Villa de Mazo (isla de la Palma, España). Sus recursos forestales son de titularidad pública.

## Historia
En 1872 era reconocido como el único monte de carácter público que poseía el Ayuntamiento. A sus faldas se asentó el núcleo capitalino del municipio, donde tuvieron cabida las principales edificaciones. De sus recursos forestales dio buena cuenta el vecindario y no siempre con el cuidado que exigía su conservación, pues con frecuencia, se produjeron destrozos de consideración. Conscientes las autoridades locales de los peligros que entrañaban estos daños, sobre todo en caso de presentarse inviernos lluviosos que pudieran provocar avenidas sobre el inmediato caserío, pusieron todo su empeño en la protección de este frondoso bosque. Así en enero de 1813, recién constituido el primer Ayuntamiento del lugar, la montaña de las Toscas forma parte de las primeras preocupaciones de los nuevos regidores.
Esta preocupación especial por Las Toscas fue permanente. En enero de 1846 vemos que, aparte del nombramiento del guarda mayor de los montes del municipio, cargo para el que fue reelegido el vecino Antonio González García, se nombraba a cinco vecinos más como celadores de los mismos; pero además se hacía lo propio con otros dos guardas, José Triana Leal y Pedro Bravo, con el único fin de vigilar sólo la montaña.
Pero esta belleza paisajística sería contemplada de forma diferente por la gente del lugar, campesinos afanados en cubrir las necesidades de las faenas agrícolas cotidianas y que se aprovechaban de la escasa y deficiente vigilancia ejercida por los celadores de montes, cuyo trabajo fue cuestionado en numerosas ocasiones. Daños y destrozos en la montaña de las Toscas fueron denunciados ante el Ayuntamiento en 1863 y 1875. La situación no pareció variar en el presente siglo, siendo incluso pasto de las llamas en 1902 y 1909. En 1940 el Ayuntamiento extremaba la vigilancia sobre los productos forestales de la montaña, prohibiendo al año siguiente la entrada en ella bajo ningún pretexto.
La montaña de las Toscas, definida en 1933 por pluma anónima como "atalaya gigantesca llena de verdor", sigue siendo en la actualidad uno de los parajes naturales más llamativos de la geografía del municipio.